# Lippen op de mijne
Lippen op de mijne is een single van het Nederlandse zangduo Nick & Simon uit 2009. Het stond in hetzelfde jaar als achtste track op het album Luister, waar het de derde single van was, na Vallende sterren en De dag dat alles beter is.

## Achtergrond
Lippen op de mijne is geschreven door Nick Schilder en Gordon Groothedde en geproduceerd door Groothedde. Het is een lied uit het genre palingsound. In het nummer zingen de liedvertellers over hun eerste zoen. De videoclip, geregisseerd door Rogier Jaarsma, laat de zangers zien op een wijngaard, waar zij verliefd worden op de dochter van de wijnboer. De muziekvideo is opgenomen in Frankrijk. Er werden twee verschillende singles uitgebracht; één cd-single met twee livecovers als B-kant (Everything van Michael Bublé en Wonderful World van James Morrison) en een 7-inchsingle met hitnummer Rosanne op de B-kant. De single heeft in Nederland de gouden status.

## Hitnoteringen
Het lied was erg succesvol in Nederland. Het stond bovenaan in een van de dertien weken dat het in de Single Top 100 te vinden was. De piekpositie in de Top 40 was de dertiende plaats. Het stond negen weken in deze hitlijst.